# داريل سبنسر (كاتب)
داريل سبنسر (بالإنجليزية: Darrell Spencer)‏ (1947)؛ روائي أمريكي. درس في جامعة يوتا.